# Supernatural Superserious
Supernatural Superserious is een nummer van R.E.M. Het is de eerste single en de derde track van het album Accelerate. De single behaalde de eerste positie in Noorwegen en in de Kink 40 van Kink FM. In de 3FM Mega Top 50 behaalde het de 27e positie.

## Tracks
Cd-single 1 (VK, Duitsland) (W798CD), 7"-single (US)
1. "Supernatural Superserious" - 3:25
2. "Airliner" - 2:19

Cd-single 2 (VK) (W798CDX)
1. "Supernatural Superserious" - 3:25
2. "Airliner" - 2:19
3. "Red Head Walking" - 2:13

## Trivia
De titel Supernatural Superserious is bedacht door Coldplay-zanger Chris Martin. Het nummer heette eerst Disguised, maar Martin wist Michael Stipe over te halen de titel van het nummer te wijzigen..